# Epinephelus coeruleopunctatus
Epinephelus coeruleopunctatus är en fiskart som först beskrevs av Bloch, 1790.  Epinephelus coeruleopunctatus ingår i släktet Epinephelus och familjen havsabborrfiskar. IUCN kategoriserar arten globalt som livskraftig. Inga underarter finns listade i Catalogue of Life.